# Ioan Georgescu (deputat)
Ioan Georgescu (n. 3 aprilie 1941) este un fost deputat român în legislatura 1990-1992, ales în județul Constanța pe listele partidului FSN.